# Vatteville
Vatteville település Franciaországban, Eure megyében. Lakosainak száma 177 fő (2022. január 1.). Vatteville Amfreville-sous-les-Monts, Heuqueville, Daubeuf-près-Vatteville, Connelles és Porte-de-Seine községekkel határos.

## Népesség
A település népessége az elmúlt években az alábbi módon változott:
| Lakosok száma | 140  | 144  | 166  | 175  | 195  | 185  | 182  | 178  | 176  | 177  |
|               | 1968 | 1982 | 1990 | 2006 | 2013 | 2015 | 2017 | 2019 | 2020 | 2022 |